# モッタ・ヴィスコンティ
モッタ・ヴィスコンティ（伊: Motta Visconti）は、イタリア共和国ロンバルディア州ミラノ県にある、人口約8,000人の基礎自治体（コムーネ）。

## 地理

### 位置・広がり

#### 隣接コムーネ
隣接するコムーネは以下の通り。
- ベレグアルド (PV)
- ベザーテ
- カゾラーテ・プリーモ (PV)
- トローヴォ (PV)
- ヴィジェーヴァノ (PV)

### 地震分類
イタリアの地震リスク階級 (it) では、3 に分類される
。